# Alto Túria
Alto Túria este o arie protejată (arie specială de conservare — SAC, sit de importanță comunitară — SCI) din Spania întinsă pe o suprafață de 14.449,34 ha, integral pe uscat.

## Localizare
Centrul sitului Alto Túria este situat la coordonatele 39°48′28″N 1°08′42″W / 39.8078°N 1.145°V.

## Înființare
Situl Alto Túria a fost declarat sit de importanță comunitară în iulie 2001 pentru a proteja 8 specii de animale. Situl a fost protejat și ca arie specială de conservare în septembrie 2017.

## Biodiversitate
Situată în ecoregiunea mediteraneană, aria protejată conține 17 habitate naturale: Pseudostepă cu ierburi și specii anuale de Thero-Brachypodietea, Pajiști umede mediteraneene cu ierburi înalte de Molinio-Holoschoenion, Păduri de Quercus ilex și Quercus rotundifolia, Vegetație gipsofilă iberică (Gypsophiletalia), Păduri endemice cu Juniperus spp., Matorral arborescenți cu Juniperus spp., Pajiști uscate seminaturale și facies de acoperire cu tufișuri pe substraturi calcaroase (Festuco-Brometalia) (* situri importante pentru orhidee), Pante stâncoase calcaroase cu vegetație casmofită, Păduri iberice de Quercus faginea și Quercus canariensis, Tufărișuri termo-mediteraneene și de pre-deșert, Galerii și tufărișuri riverane sudice (Nerio-Tamaricetea și Securinegion tinctoriae), Păduri de pin (sub-) mediteraneene cu pini negri endemici, Galerii de Salix alba și de Populus alba, Formațiuni stabile xerotermofile de Buxus sempervirens pe pante stâncoase (Berberidion p.p.), Izvoare petrifiante cu formare de travertin (Cratoneurion), Păduri termofile cu Fraxinus angustifolia, Râuri mediteraneene cu debit permanent cu specii de Paspalo-Agrostidion și galerii riverane de Salix și de Populus alba.
La baza desemnării sitului se află mai multe specii protejate:
- mamifere (1): vidră de râu (Lutra lutra)
- nevertebrate (6): Austropotamobius pallipes, Coenagrion mercuriale, fluturele auriu (Euphydryas aurinia), Oxygastra curtisii, Vertigo angustior, Vertigo moulinsiana
- pești (1): Chondrostoma toxostoma

Pe lângă speciile protejate, pe teritoriul sitului au mai fost identificate 1 specie de păsări, 1 specie de amfibieni.